# Scharlakansminivett
Scharlakansminivett (Pericrocotus flammeus) är en asiatisk fågel i familjen gråfåglar inom ordningen tättingar.

## Utseende och läte
Scharlakansminivetten är en stor minivett med en kroppslängd på 22-23 cm. Likt många andra minivetter är hanen svart med rödaktig undersida och inslag i vingen. Hos honan är det svarta ersatt av grågrönt och det röda av gult. Unikt för arten (och nära släktingen eldminivetten) är en isolerad röd (hanen) eller gul (honan) fläck på tertialerna. Nominatformen (flammeus) skiljer sig något från övriga underarter genom något mindre storlek och kortare stjärt, med djupt orangeröd undersida hos hanen, ej scharlakansröd, och hos honan kallare gråbrun ovansida med mindre inslag av gult i pannan och mörkare grå örontäckare. Lätet är en genomträngande och högljudd visslande serie som i engelsk litteratur återges "twee-twee-tweetywee-tweetyweetywee".

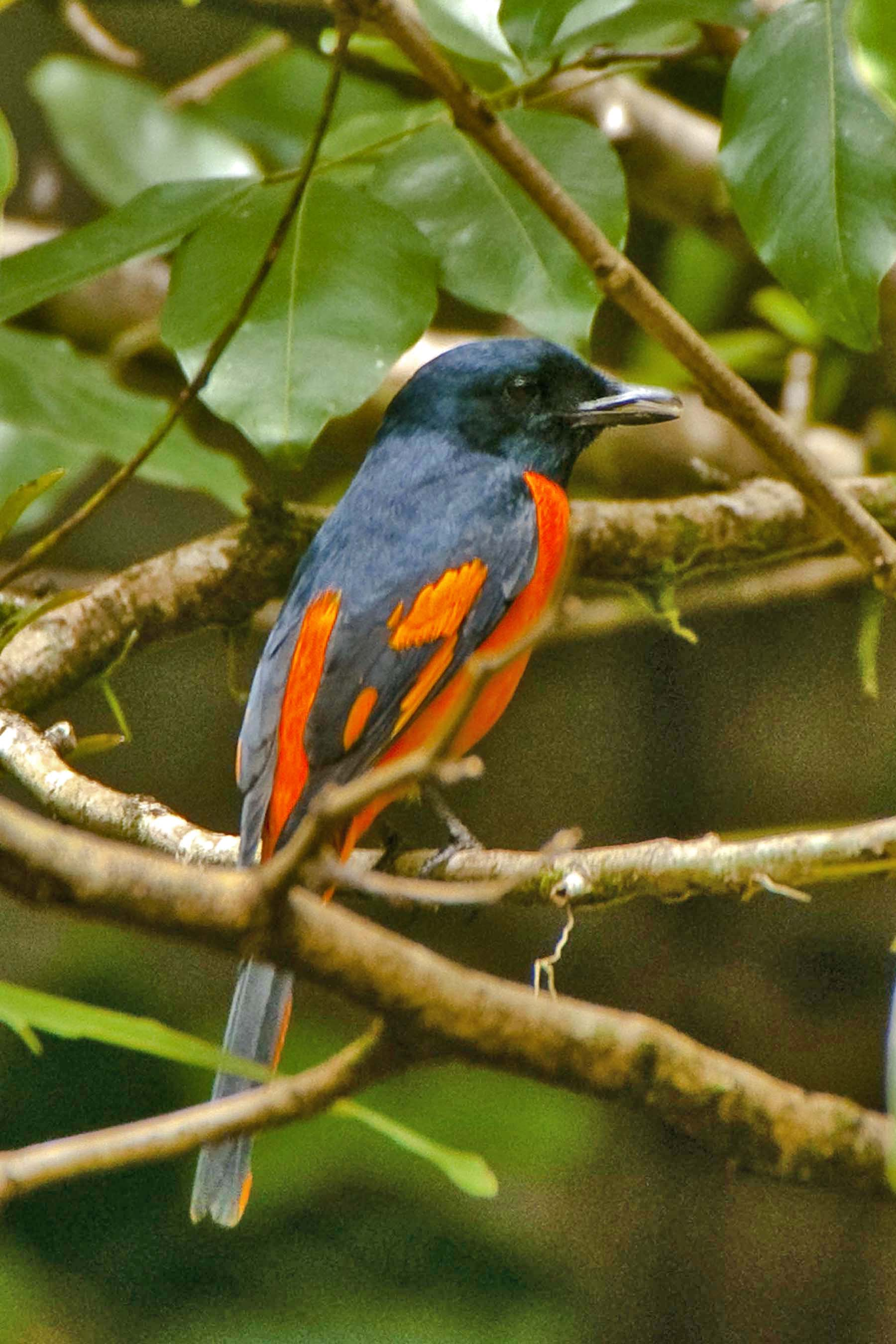
Hane på Sri Lanka.

## Utbredning och systematik
Scharlakansminivett delas upp i 19 underarter med följande utbredning:
- Pericrocotus flammeus flammeus – västra Indiska halvön (sydöstra Gujarat söderut genom Västra Ghats samt sydvästra Östra Ghats i Tamil Nadu) och Sri Lanka
- Pericrocotus flammeus siebersi – Java och Bali
- Pericrocotus flammeus exul – Lombok (Små Sundaöarna)
- Pericrocotus flammeus andamanensis – Andamanöarna
- Pericrocotus flammeus minythomelas – ön Simeulue utanför Sumatra
- Pericrocotus flammeus modiglianii – ön Enggano utanför Sumatra
- Pericrocotus flammeus speciosus – Himalaya (Kashmir till östra Assam), övervintrar till norra Indien
- Pericrocotus flammeus fraterculus – nordöstra Indien (Assam söder om Brahmaputrafloden), norra Myanmar, södra Kina (Yunnan, Hainan) och norra Indokina
- Pericrocotus flammeus fohkiensis – sydöstra Kina (Hunan, Fujian, Guangdong och Guangxi)
- Pericrocotus flammeus semiruber – sydöstra Indien (Östra Ghats) till södra Myanmar, Thailand och norra Indokina
- Pericrocotus flammeus flammifer – södra Myanmar till sydvästra Thailand och norra Malackahalvön
- Pericrocotus flammeus xanthogaster – södra Malackahalvön, Sumatra samt öarna Bangka och Belitung
- Pericrocotus flammeus insulanus – Borneo
- Pericrocotus flammeus novus – norra Filippinerna (Luzon och Negros)
- Pericrocotus flammeus leytensis – centrala Filippinerna (Samar och Leyte)
- Pericrocotus flammeus johnstoniae – berget Apo på Mindanao
- Pericrocotus flammeus gonzalesi – norra och östra Mindanao (södra Filippinerna)
- Pericrocotus flammeus nigroluteus – södra Mindanao
- Pericrocotus flammeus marchesae – Joloöarna (Suluarkipelagen)

Alla underarter utom nominatformen har urskilts som den egna arten Pericrocotus speciosus.

## Status
Internationella naturvårdsunionen IUCN kategoriserar arten som livskraftig.